# Газан-хан II
Газан-хан II (*'д/н —1401) — хан рештків держави Ільханів у 1357—1401 роках.

## Життєпис
Походив з династії Хулагуїдів. Про його батьків нічого невідомо. Після загибелі у 1357 році ільхана Сулейман-хана, Увайс, султан Джаїрідів, оголосив одного з нащадків Хулагу — Газан-хана.
Після цього Джалаїриди прикриваючись його імені, почали боротьбу за об'єднання усіх земель колишньої держави Хулагуїдів. В цій боротьбі зрештою стикнулися з Тимуром. Від імені Газан-хана II карбувалися монети. Загинув у 1401 року після взяття останнім Багдаду.